# Henslows gors
De henslows gors (Centronyx henslowii synoniem: Ammodramus henslowii) is een vogelsoort uit de familie Passerellidae (Amerikaanse gorzen). De vogel werd in 1829 door de Amerikaanse vogelkundige John James Audubon geldig beschreven en als eerbetoon vernoemd naar de Britse hoogleraar geologie en plantkunde John Stevens Henslow.

## Verspreiding en leefgebied
Deze soort komt voor in het zuiden van Canada en het noord/middenwesten van de Verenigde Staten. De soort telt twee ondersoorten:
- C. h. susurrans: de noordoostelijke Verenigde Staten (Brewster, 1918).
- C. h. henslowii: het zuidelijke deel van Centraal-Canada en de noordelijk-centrale en centrale Verenigde Staten (Audubon, 1829).